# Derlis González
Pour les articles homonymes, voir González.
Derlis Alberto González Galeano, ou simplement Derlis González, né le 23 mars 1994 à Mariano Roque Alonso au Paraguay, est un footballeur international paraguayen au poste d'attaquant et joue actuellement au Club Olimpia.

## Biographie

### Carrière de joueur
Le 20 mai 2014, Derlis González s'engage avec le FC Bâle pour cinq ans.
Le 30 juillet 2015, il s'engage pour 5 ans avec le Dynamo Kiev.

### Carrière internationale
Derlis González dispute la Coupe du monde des moins de 20 ans en juin 2013, jouant un total de quatre matchs et un but.
Derlis González est convoqué pour la première fois par le sélectionneur national Víctor Genes pour un match amical face au Costa Rica le 5 mars 2014. Il entre à la 59e minute à la place de Pablo Velázquez (défaite 2-1).
Il compte sept sélections et un but avec l'équipe du Paraguay depuis 2014.

## Statistiques

### Statistiques en club
Le tableau ci-dessous résume les statistiques en match officiel de Derlis González durant sa carrière de joueur professionnel.
| Saison                | Club                  | Championnat           | Championnat | Championnat | Coupe(s) nationale(s) | Coupe(s) nationale(s) | Compétition(s) continentale(s) | Compétition(s) continentale(s) | Compétition(s) continentale(s) | Total | Total |
| Saison                | Club                  | Division              | M.          | B.          | M.                    | B.                    | Comp.                          | M.                             | B.                             | M.    | B.    |
| 2009                  | Rubio Ñu              | Primera División      | 1           | 0           | -                     | -                     | -                              | -                              | -                              | 1     | 0     |
| 2010                  | Rubio Ñu              | Primera División      | 15          | 2           | -                     | -                     | -                              | -                              | -                              | 15    | 2     |
| 2011                  | Rubio Ñu              | Primera División      | 23          | 4           | -                     | -                     | -                              | -                              | -                              | 23    | 4     |
| 2012                  | Rubio Ñu              | Primera División      | 13          | 2           | -                     | -                     | -                              | -                              | -                              | 13    | 2     |
| 2013                  | Guaraní               | Primera División      | 32          | 14          | -                     | -                     | CS                             | 4                              | 1                              | 36    | 15    |
| 2014                  | Olimpia               | Primera División      | 20          | 8           | -                     | -                     | -                              | -                              | -                              | 20    | 8     |
| 2014 - 2015           | FC Bâle               | Super League          | 10          | 1           | -                     | -                     | C1                             | 2                              | 1                              | 12    | 2     |
| 2015 - 2016           | Dynamo Kiev           | Championnat d'Ukraine | -           | -           | -                     | -                     | C1                             | -                              | -                              | 0     | 0     |
| Total sur la carrière | Total sur la carrière | Total sur la carrière | 107         | 30          | -                     | -                     | -                              | 5                              | 2                              | 112   | 32    |

### En sélection nationale
| Saison                | Sélection             | Phases finales          | Phases finales | Phases finales | Phases finales | Éliminatoires CDM | Éliminatoires CDM | Éliminatoires CDM | Matchs amicaux | Matchs amicaux | Matchs amicaux | Total | Total | Total |
| Saison                | Sélection             | Compétition             | M              | B              | Pd             | M                 | B                 | Pd                | M              | B              | Pd             | M     | B     | Pd    |
| --------------------- | --------------------- | ----------------------- | -------------- | -------------- | -------------- | ----------------- | ----------------- | ----------------- | -------------- | -------------- | -------------- | ----- | ----- | ----- |
| 2013-2014             | Paraguay              | -                       | -              | -              | -              | -                 | -                 | -                 | 3              | 0              | 0              | 3     | 0     | 0     |
| 2014-2015             | Paraguay              | Copa América 2015 4e    | 5              | 1              | 0              | -                 | -                 | -                 | 6              | 1              | 0              | 11    | 2     | 0     |
| 2015-2016             | Paraguay              | Copa América Centenario | 2              | 0              | 0              | 6                 | 1                 | 1                 | 1              | 0              | 0              | 9     | 1     | 1     |
| 2016-2017             | Paraguay              | -                       | -              | -              | -              | 4                 | 1                 | 0                 | -              | -              | -              | 4     | 1     | 0     |
| 2017-2018             | Paraguay              | -                       | -              | -              | -              | 1                 | 0                 | 0                 | 1              | 0              | 0              | 2     | 0     | 0     |
| 2018-2019             | Paraguay              | Copa América 2019       | 4              | 1              | 0              | -                 | -                 | -                 | 5              | 2              | 0              | 9     | 3     | 0     |
| 2019-2020             | Paraguay              | -                       | -              | -              | -              | -                 | -                 | -                 | 5              | 0              | 0              | 5     | 0     | 0     |
| 2021-2022             | Paraguay              |                         | -              | -              | -              | -                 | -                 | -                 | 2              | 1              | 2              | 2     | 1     | 2     |
| 2022-2023             | Paraguay              |                         | -              | -              | -              | -                 | -                 | -                 | 5              | 1              | 0              | 5     | 1     | 0     |
| 2023-2024             | Paraguay              | Copa América 2024       | 1              | 0              | 0              | -                 | -                 | -                 | 1              | 0              | 0              | 2     | 0     | 0     |
| Total sur la carrière | Total sur la carrière | Total sur la carrière   | 12             | 2              | 0              | 11                | 2                 | 1                 | 29             | 5              | 2              | 52    | 9     | 3     |

## Palmarès
- Championnat de Suisse : 2015
- Championnat d'Ukraine : 2016